# Festus Mogae
Festus Gontebanye Mogae (Serowe, 21 de agosto de 1939) é um político do Botswana, foi presidente do Botswana de 1998 até 2008. Membro do Partido Democrático do Botswana (BDP), ele sucedeu o presidente Quett Masire, do qual era o vice-presidente de 1992 a 1998. Eleito em 1998, foi reeleito em outubro de 2004. Foi substituído por Ian Khama em 2008.
Mogae estudou economia na Inglaterra, primeiro na Universidade de Sussex e depois na Universidade de Oxford. Voltou para Botsuana e depois assumiu cargos no Fundo Monetário Internacional (FMI) e no Banco de Botswana.
Em Outubro de 2008, Mogae recebeu o prémio Mo Ibrahim de boa governação pelas mãos de Kofi Annan, titular do comitê do prémio (2007-2011) que ressaltou a liderança do presidente Mogae ao assegurar a estabilidade continuada do Botswana em face de uma pandemia de SIDA, que ameaçava o futuro do seu país e do seu povo. 